# Henri Konan Bédié
Aimé Henri Konan Bédié (Daoukro, 5 de maio de 1934 – Abidjan, 1 de agosto de 2023) foi um diplomata e político marfinense. Foi presidente da Costa do Marfim de 1993 a 1999 e foi presidente do Partido Democrata da Costa do Marfim.
Foi, em 1960, o primeiro embaixador do seu recém-criado país, tendo exercido no Canadá e nos Estados Unidos.
Presidente da Assembleia Nacional desde 1980, tornou-se presidente da Costa do Marfim após a morte de Félix Houphouët-Boigny em 7 de dezembro de 1993. Empossado como chefe de Estado após a eleição presidencial de 1995, foi acusado de repressão política e níveis estratosféricos de corrupção, sendo deposto em um golpe militar em 24 de dezembro de 1999.